# Horsfieldia pallidicaula
Espèce
Horsfieldia pallidicaula est une espèce de plantes de la famille des Myristicaceae.

## Liste des variétés
Selon Catalogue of Life (10 avril 2019) :
- variété Horsfieldia pallidicaula var. macrocarya
- variété Horsfieldia pallidicaula var. microcarya

## Publication originale
- Gardens' Bulletin, Singapore 38: 191. 1985.